# Spring Lake (Carolina del Norte)
Spring Lake es un pueblo ubicado en el Condado de Cumberland y en el estado estadounidense de Carolina del Norte. La localidad en el año 2000, tenía una población de 8.098 habitantes en una superficie de 9,6 km², con una densidad poblacional de 850,9 personas por km².

## Geografía
Spring Lake se encuentra ubicado en las coordenadas 35°10′39″N 78°58′32″O / 35.17750, -78.97556. Según la Oficina del Censo, la localidad tiene un área total de 9,6 km² (3,7 mi²), de la cual 9,5 km² (3,7 mi²) es tierra y 0,1 km² (0 mi²) (0.54%) es agua.

### Localidades adyacentes
El siguiente diagrama muestra a las localidades en un radio de 24 kilómetros (14,9 mi) de Spring Lake.

## Demografía
En el 2000 la renta per cápita promedia del hogar era de $27.322, y el ingreso promedio para una familia era de $28.300. El ingreso per cápita para la localidad era de $12.683. En 2000 los hombres tenían un ingreso per cápita de $25.016 contra $17.979 para las mujeres. Alrededor del 23.70% de la población estaba bajo el umbral de pobreza nacional.